# Cernon (Jura)
Cernon település Franciaországban, Jura megyében. Lakosainak száma 234 fő (2022. január 1.). Cernon Sarrogna, Arinthod, Lect, Onoz, Vescles és Valzin en Petite Montagne községekkel határos.

## Népesség
A település népességének változása:
| Lakosok száma | 285  | 225  | 268  | 243  | 258  | 255  | 251  | 237  | 234  | 234  |
|               | 1968 | 1982 | 1990 | 2006 | 2013 | 2015 | 2017 | 2019 | 2020 | 2022 |